# Patte-d'Oie (métro de Toulouse)
Pour les articles homonymes, voir Patte d'oie, Patte d'Oie (Toulouse) et Place de la Patte-d'Oie.
Patte-d’Oie est une station de la ligne A du Métro de Toulouse. Elle est située sur la place de la Patte-d'Oie, dans le quartier Patte-d'Oie, dans le centre-ouest de la ville de Toulouse.
La station est ouverte en 1993, en tant que station de la première section de la  ligne A.

## Situation sur le réseau

Plan du métro de Toulouse

Établie en souterrain, la station Patte-d'Oie est établie sur la ligne A du métro de Toulouse. Elle est située entre la station Arènes, en direction de la station terminus sud-ouest Basso-Cambo, et la station Saint-Cyprien – République, en direction de station terminus nord-est Balma – Gramont.

## Histoire
La station Patte-d'Oie est mise en service le 26 juin 1993, lors de l'ouverture à l'exploitation de la première section, longue de 10 kilomètres entre ses terminus Basso-Cambo et Jolimont, de la ligne A du métro de Toulouse. Elle dispose d'une longueur opérationnelle des quais, de 26 m, pour une desserte par des rames composées de deux voitures,.
Patte-d'Oie est en chantier, entre 2017 et 2019, dans le cadre de la mise en service de rames de 52 m de long sur ligne A. La structure n'ayant pas été prévue à l'origine pour cette desserte les travaux sont très importants, ils consistes en : une extension du gros œuvre nécessitant « des travaux d’extension du génie civil souterrain afin d’agrandir les quais » ; une extension du second œuvre et la réalisation d'un dégagement de sécurité. Les rames, pouvant accueillir 320 passagers débutent leur service le 10 janvier 2020,.
En 2016, elle a enregistré 2 035 765 validations, ce qui la classe à la 12e place, des stations de la ligne A. Elle représente alors 6 % du transit de la ligne.

## Services aux voyageurs

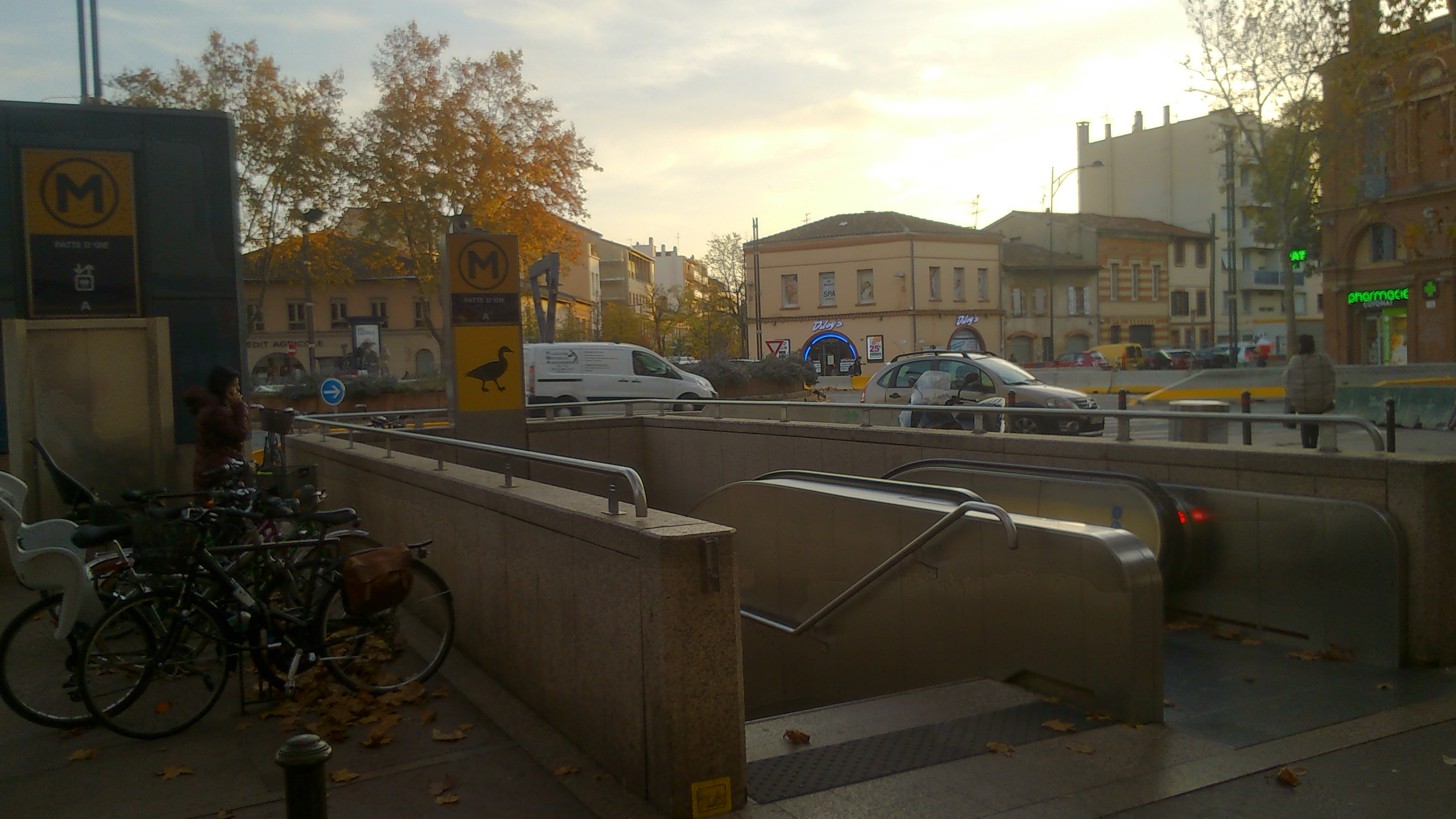
Entrée d’une bouche de métro de la station Patte-d’Oie.

### Accès et accueil
La station est accessible depuis la Place de la Patte-d'Oie, dans les quartiers Saint-Cyprien et Patte-d'Oie. La station possède deux entrées : les deux accès se situent en face l'un de l'autre, au niveau des trottoirs de la place. Elle est équipée de guichets automatiques, permettant l'achat des titres de transports.
La station est également équipée de quais latéraux à neuf portes, permettant d'accueillir des rames de 26 m à deux voitures. 

### Desserte
Comme sur le reste du métro toulousain, le premier départ des terminus est à 5h15, le dernier départ est à 0h du dimanche au jeudi et à 3h le vendredi et samedi.

### Intermodalité
La station est desservie par les lignes 14, 45 et 66 du réseau Tisséo, et par les lignes 343, 362, 363, 365, 369 et 373 du Réseau Arc-en-Ciel.

## L'art dans la station
Située sous la place, la station est accessible par le nord (entre les avenues Étienne-Billières et de Grande-Bretagne) et le sud (entre l'avenue Étienne-Billières et la rue de la Gravette) de la place.
L'œuvre d'art associée à la station est composée, à l’intérieur, de deux volumes plans (« deux pages d’un livre composé de plaques de granit marbré clair ») et à l'extérieur, au centre de la place, d'un « grand cadre vrillé plaqué de granit bleuté ». Cette œuvre a été réalisée par Noël Cuin,.

## À proximité
- Collège-Lycée Privé Émilie de Rodat
- Église du Sacré-Cœur
- Groupe Scolaire Patte-d'Oie
- Station VélôToulouse n° 130 (Billières – Patte-d'Oie)